# Кызылдикан
Кызылдикан (каз. Қызылдиқан, до 199? г. — Жданово) — село в Сарысуском районе Жамбылской области Казахстана. Входит в состав Жайылминского аульного округа. Код КАТО — 316035600.

## Население
В 1999 году население села составляло 611 человек (295 мужчин и 316 женщин). По данным переписи 2009 года, в селе проживало 428 человек (208 мужчин и 220 женщин).